# Chlorure de technétium(II)
Pour les articles homonymes, voir Chlorure de technétium.
Le chlorure de technétium(II) ou dichlorure de technétium est un composé chimique de formule TcCl2. Deux phases du composé ont été caractérisées : la phase α, avec des liaisons Tc≡Tc toutes parallèles entre elles, et la phase β, avec des liaisons Tc≡Tc alternant entre parallèles et perpendiculaires entre elles suivant le motif [Tc2Cl8]. β-TcCl2 peut être formé par réaction du dichlore (Cl2) sur le technétium à 450 °C (réaction aboutissant également à la formation de β-TcCl3 et TcCl4) ou par décomposition thermique à 450 °C sous vide de α-TcCl3 ou de TcCl4. α-TcCl2 peut être produit à partir de β-TcCl2 à haute température en présence de chlorure d'aluminium(III) (AlCl3).